# 秦誠通
秦誠通（1456年—？），字孟陽，山西平陽府解州聞喜縣人，民籍，明朝政治人物。

## 生平
山西鄉試第六十一名舉人。弘治九年（1496年）中式丙辰科會試第二百八十名，三甲第一百八十九名進士。官壽府右長史，十二年十一月以不能正諫，改調别府。

## 家族
曾祖秦進；祖父秦岩；父秦蓁，知縣。母李氏。具慶下。